# Rosaleda del Valle del Marne
La Rosaleda del Valle del Marne en francés: Roseraie du Val-de-Marne es una rosaleda que está considerada como la primera rosaleda que se creó en todo el mundo, fundada por Jules Gravereaux en 1894, y alberga más de 3200 variedades de rosas. Está ubicada en L'Haÿ-les-Roses, Valle del Marne, Île-de-France, Francia.
El edificio está inscrito en la etiqueta « Monuments Historiques ». Está indexado en la « Base Mérimée», una base de datos de la herencia arquitectónica de Francia mantenido por el "Ministerio de cultura de Francia", bajo la referencia PA94000020.

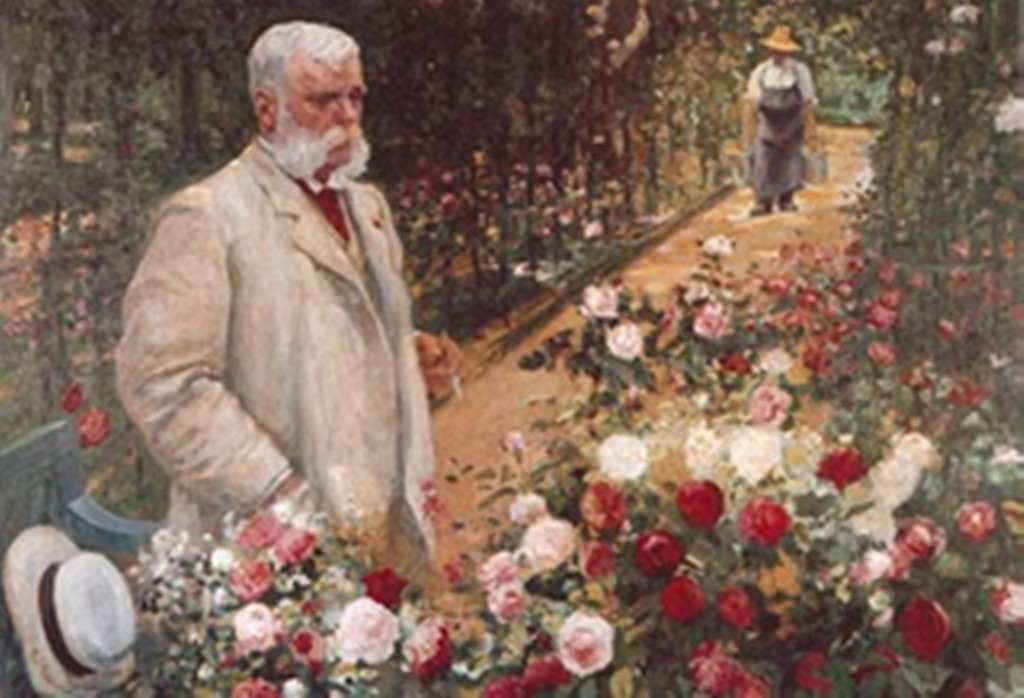
El fundador Jules Gravereaux en su rosaleda.

## Localización
Se encuentra en el departamento del Valle del Marne, en el municipio de L'Haÿ-les-Roses, Francia.
Roseraie du Val-de-Marne, L'Haÿ-les-Roses, département du Val-de-Marne, Île-de-France CP 91680; INSEE code 91186 France-Francia.

## Historia
La Rosaleda del Valle del Marne se creó en L'Haÿ-les-Roses, (aún llamada L'Haÿ ) por Jules Gravereaux (1844-1916). 
Este hombre de negocios reunió y recogió cientos de variedades diferentes de rosales a partir de 1894. 
Recurre finalmente al famoso paisajista Édouard André (1840-1911) para valorizar sus colecciones y crear un jardín consagrado enteramente a la reina de las flores. 
Por ello nació un nuevo estilo del arte de los jardines donde la rosa constituye el único elemento de decoración vegetal: la rosaleda.
Algunos detalles de la "Roseraie du Val-de-Marne".

Detalles
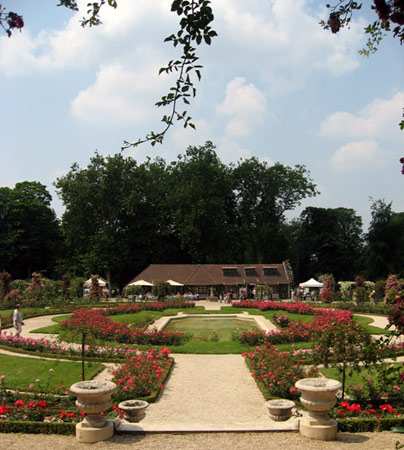
"Pavillon normand" Roseraie du Val-de-Marne.
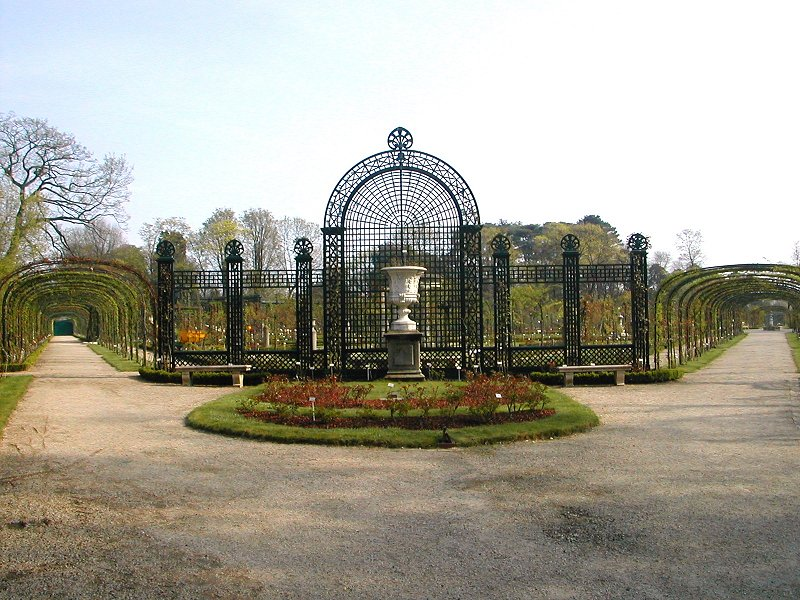
Vista de las pérgolas de la rosaleda.

## Colecciones
En 1894, Jules Gravereaux empezaba su colección de rosas y consigue reunir más de 8000 especies y variedades. 
En la actualidad, cerca de 3200 variedades forman 13 colecciones: rosas salvajes, cultivadas, rosas de ayer y hoy, rosas de aquí y de otras partes... 
Actualmente se presentan unos 13000 pies al público.
- La roseraie à la française está constituido por macizos de rosales dispuestos alrededor de un espejo de agua.
- El paseo de la historia de las rosas reúne una selección de rosales característicos de la evolución de la rosa.
- El paseo de los rosiers botaniques presenta una colección de rosales salvajes, tal como surgen en la naturaleza.
- El paseo de los rosiers rugueux, los rosales particularmente resistentes.
- El paseo des rosiers pimprenelle presenta rosales denominados pimpinela es decir, cuyo follaje se asemeja al de las pimpinelas.
- El jardín de las roses galliques reúne todas las variedades de rosas conocidas hasta el siglo XVIII.
- El paseo de las roses de la Malmaison es una copia de la colección de rosas reunidas por Joséphine de Beauharnais a principios del siglo XIX.
- El jardín de las roses d’Extrême-Orient nos muestra una colección de rosales originarios de China, Japón, India, y Persia.
- El jardín de las roses horticoles anciennes nos presenta variedades de rosales resultantes de cruces entre rosales gálicos y rosales de Extremo Oriente.
- El jardín de las roses étrangères modernes revaloriza los más bonitos logros de los creadores de rosas extranjeros.
- El jardín de las roses françaises modernes reanuda las creaciones hortícolas francesas, en torno al Templo del Amor.
- El paseo de las roses Thé reagrupa las variedades de rosales de té obtenidos durante el siglo XIX, cuyas rosas son especialmente olorosas y florecen en las cuatro temporadas de floración.
- La roseraie de Mme Gravereaux presenta rosales de flores que deben cortarse.

Algunos especímenes en el "Roseraie du Val-de-Marne"..

Especímenes
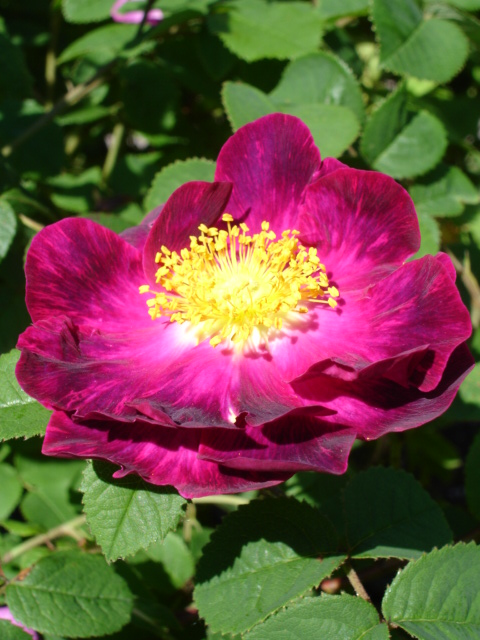
Rosa Gallica Alain Blanchar.
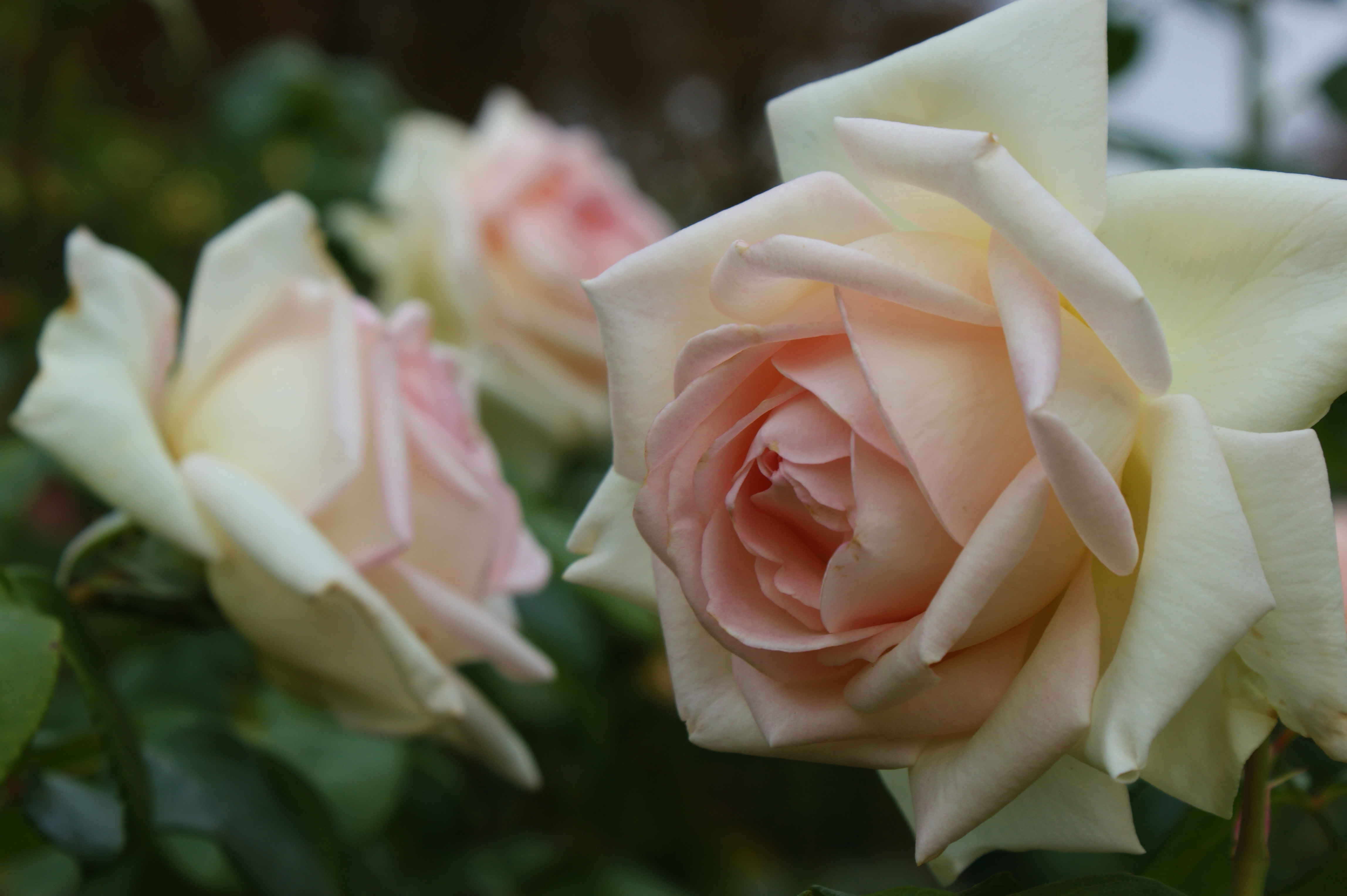
Rosa 'Prince Jardinier' por Karl Gercens.